# 波基迪亞鄉
46°03′N 27°35′E / 46.050°N 27.583°E
波基迪亞鄉（羅馬尼亞語：Comuna Pochidia, Vaslui），是羅馬尼亞的鄉份，位於該國東北部，由瓦斯盧伊縣負責管轄，面積42平方公里，海拔高度82米，2007年人口1,854，人口密度每平方公里44人。